# Bellmansgatan
A Bellmansgatan - em português Rua de Bellman -  é uma conhecida rua do bairro de Södermalm em Estocolmo na Suécia.

Tem 440 m de extensão, começando em  Mariahissen e terminando em  Fredmansgatan.

Recebeu o nome do poeta sueco Carl Michael Bellman em 1871.

É também conhecida por ser a rua onde mora Mikael Blomkvist, personagem fictício da Trilogia Millennium de Stieg Larsson.

## Galeria de imagens

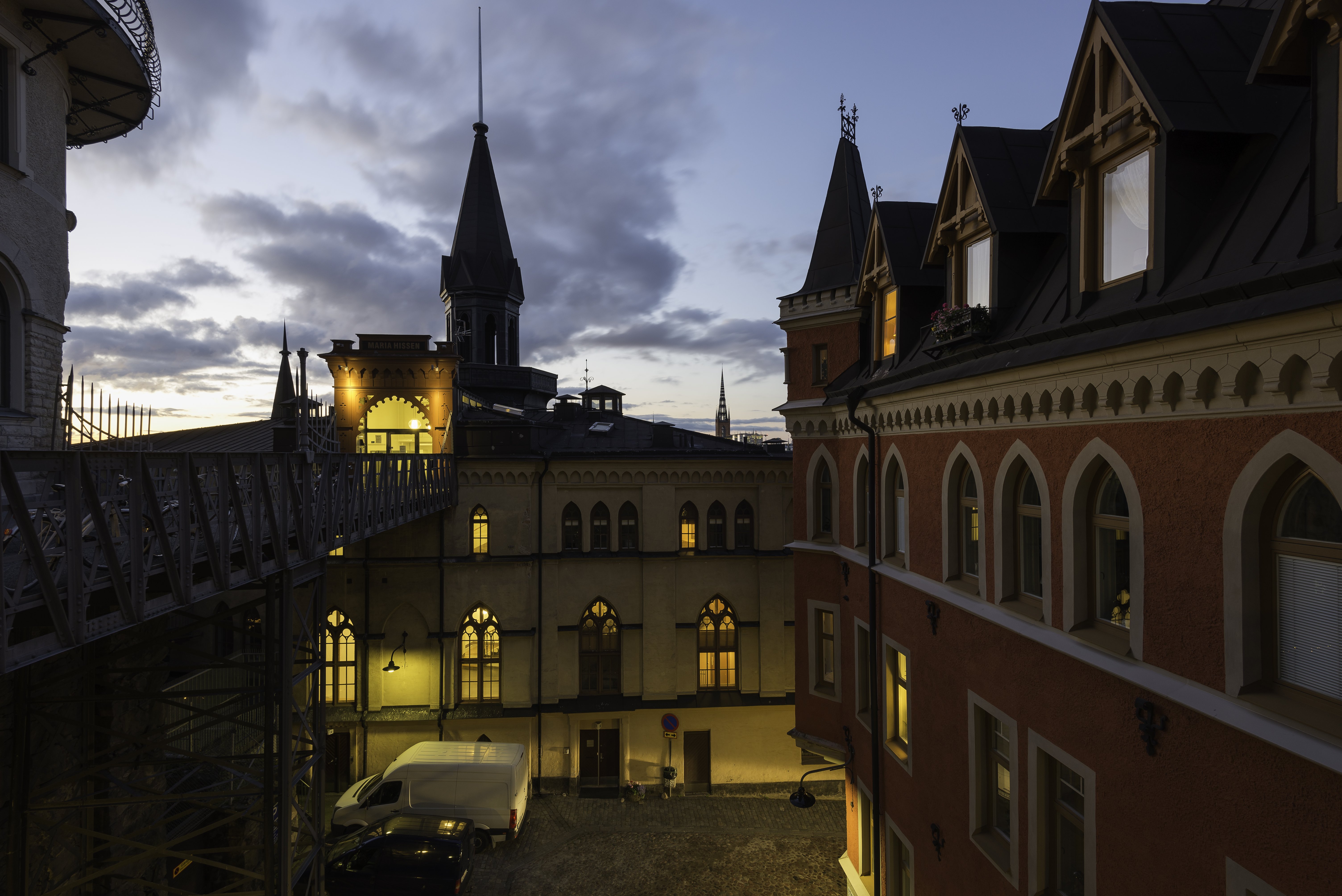
O elevador Mariahissen
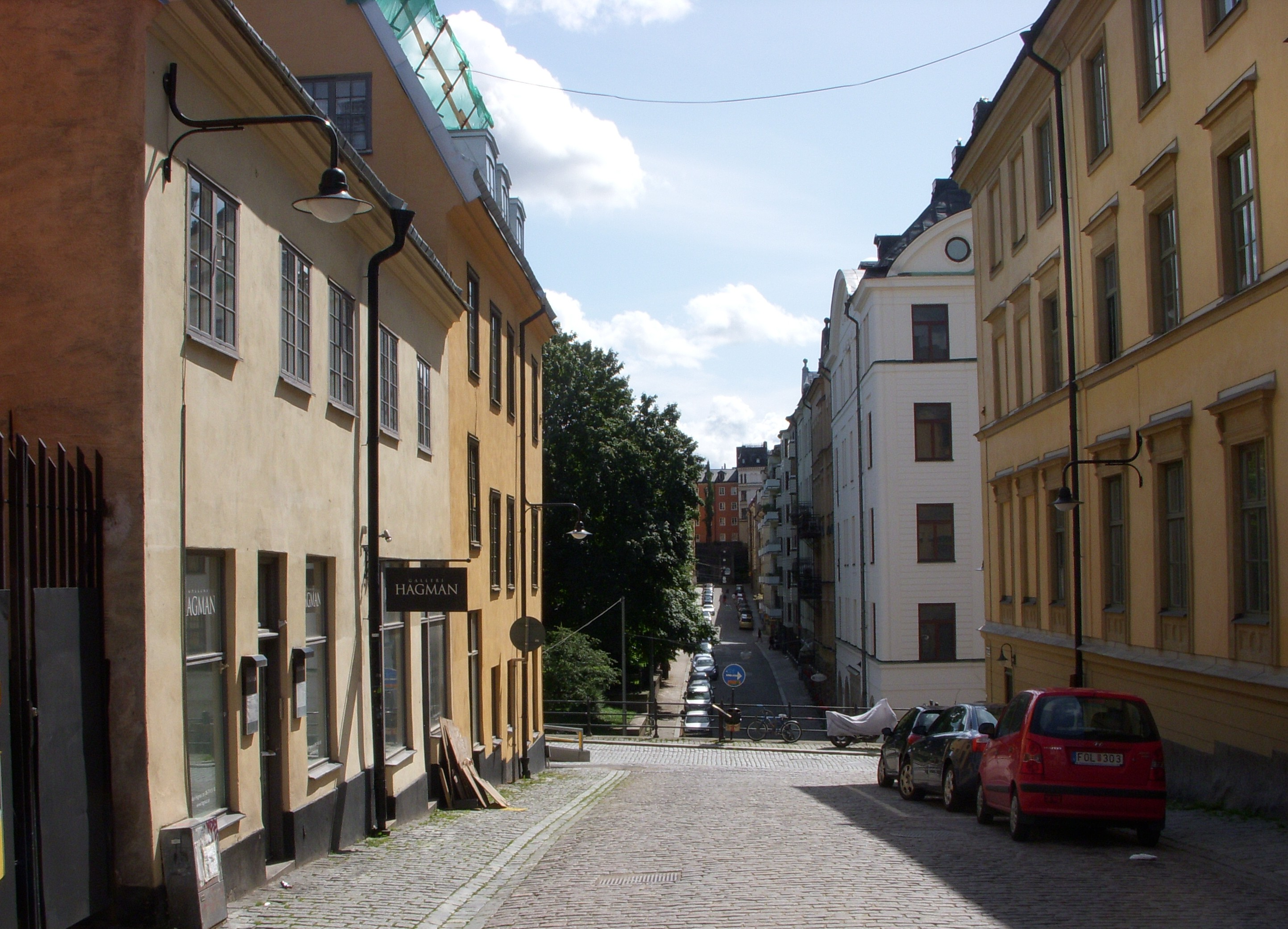
A parte sul da Bellmansgatan
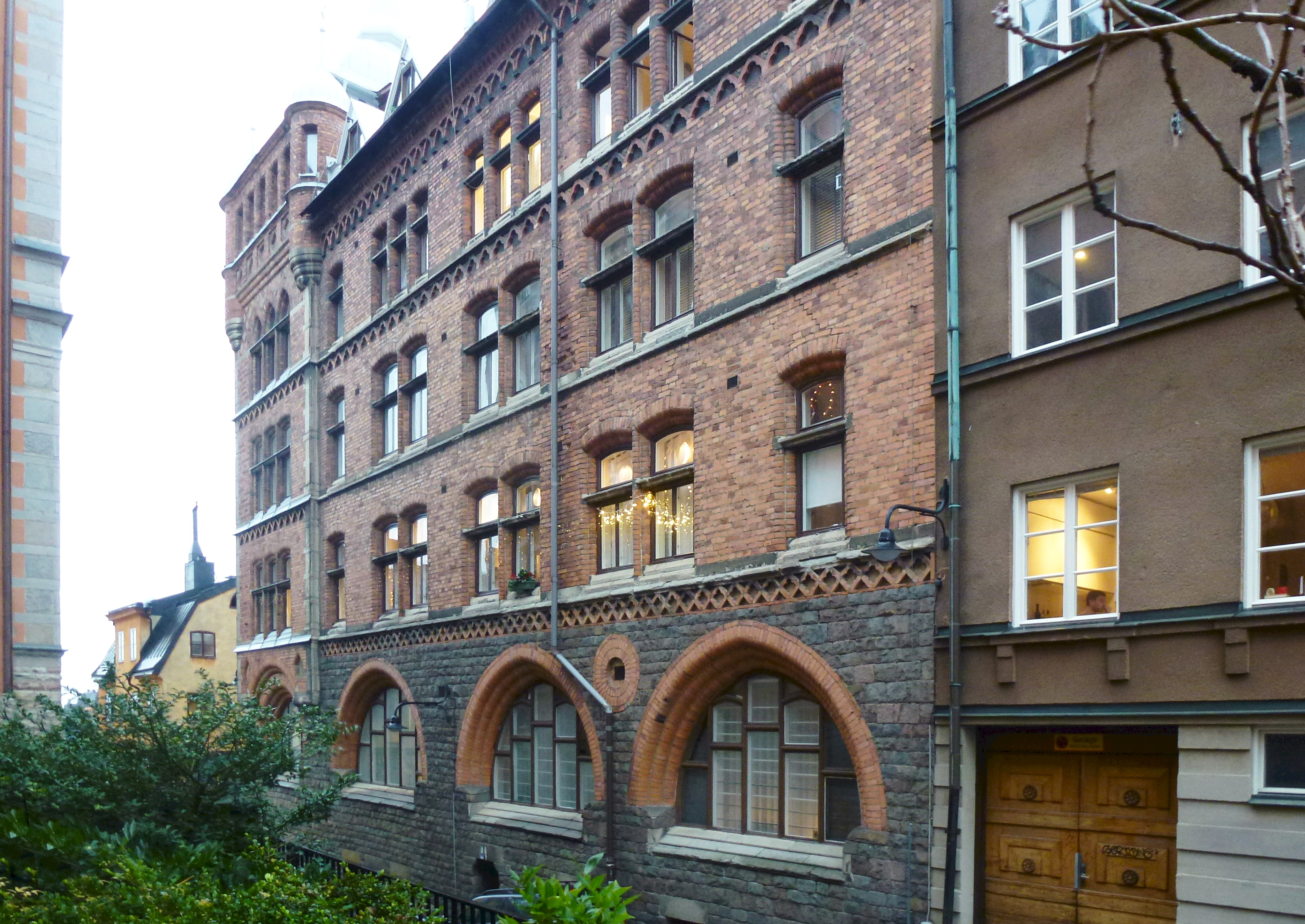
Bellmansgatan 8 / Bastugatan 11.
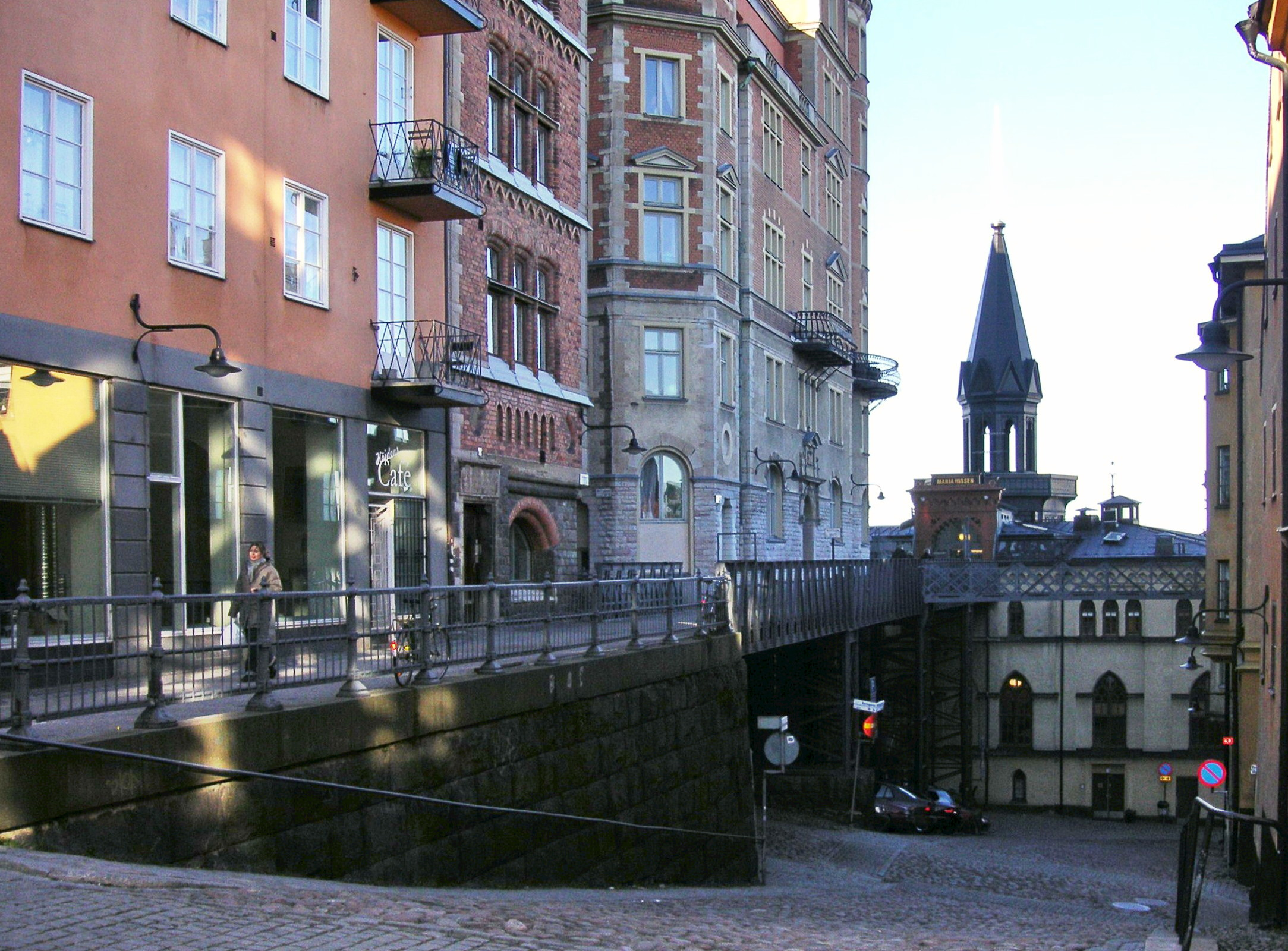
A Bellmansgatan ao norte de Mariahissen